# Дуброво (Рыбинский район)
В Ярославской области есть ещё семь деревень с таким названием, одна — в Большесельском и по три — в Ростовском и Угличском районах.
Дуброво — деревня в Погорельском сельском округе Глебовского сельского поселения Рыбинского района Ярославской области.
Деревня расположена к юго-востоку от центра сельского округа, села Погорелка. Здесь, среди в целом лесной местности существует относительно большое поле, на котором расположились небольшие деревни. Просёлочная дорога из Погорелки в юго-восточном направлении через Дуброво идёт на деревню Барбино, далее Угольница и Терентьевская. К северо-востоку от Дуброво стоит деревня Санино, к югу — Истомино, а к западу — Калита.
Деревня Дуброва указана на плане Генерального межевания Рыбинского уезда 1792 года.
На 1 января 2007 года в деревне не числилось постоянных жителей. Почтовое отделение, расположенное в центре сельского округа, селе Погорелка, обслуживает в деревне Дуброво 11 домов.

## Известные жители
- Шатаев, Николай Иванович (1914—1990) — лётчик-бомбардировщик Великой Отечественной войны, Герой Советского Союза (1946).